# Ambroni
Ambroni (latinsko Ambrones, grško Ἄμβρωνες, latinizirano: Ambrones), pripadniki plemenske zveze v antični Germaniji, ki so se v poznem 2. stoletju pr. n. št. skupaj s Kimbri iz Jutlandije in Tevtoni zaradi poplav v svoji domovini odselili na jug in ogrozila Rimsko republiko.

## Zgodovina
Rimski viri poročajo, da so "Kimbri, Tevtoni in Tigurini begunci iz sklajnih delov Galije, katerim je Ocean (Severno morje)  poplavil zemljo in so po svetu iskali nov prostor za svojo naselitev". Katastrofalne poplave slane vode so se dogajale v regiji ob Zuiderzeeju v Holandiji, ki je bila v tistem času malo nad morsko gladino, sedaj pa je že pod njo.
Ambroni so bili samo del množice beguncev. Plutarh omenja, da se je proti Italiji pomikala množica 300.000 oboroženih mož in še mnogo večja množica žensk in otrok. Razdeljena je bila na dve skupini: Kimbri so se odpravili v Norik proti  Kvintu Lutaciju Katulu, Tevtoni in Ambroni pa skozi Ligurijo in ob morski obali proti konzulu Gaju Mariju, ki se je utaboril ob Roni. Plutarh navaja, da so samo Ambroni šteli več kot 30.000 mož in da so bili najbolj bojevita sovražnikova enota, ki je pred tem leta 105 pr. n. št. pri Arausiu porazila rimsko vojsko pod poveljstvom Kvinta Servilija Cepiona in  Gneja Malija Maksima.
Tevtoni in Ambroni so leta 102 pr. n. št. napadli Marijev tabor in bili odbiti, zato so tabor obšli in nadaljevali pohod  proti Italiji. Marij jih je takoj začel zasledovati in se v Aquae Sextiae ob vznožju Alp ponovno utaboril v bližini njihovega tabora.
Zaključna bitka se je začela nenačrtovano z napadom Ambronov na vojake iz rimskega tabora, ki so prišli po vodo v bližnjo reko. Vojakom so prišli na pomoč Ligurci, ki so služili v rimskih pomožnih enotah, in pregnali Abmrone čez reko. Marij je izkoristil priložnost, na hitro uredili svojo vojsko in napadel Ambrone, ki so poskušali prodreti preko reke. Ambroni so v spopadu izgubili velik del svoje vojske. Dva dni kasneje je Marij odbil njihov napad na svoj tabor in ujel nasprotnikovo vojsko med svojo glavnino in skupino 3.000 vojakov, ki je bila v zasedi v nasprotnikovem zaledju. Uničil je ambronsko vojsko in zajel 100.000 ujetnikov. Cezar omenja, da so ostanki Kimbrov in Tevtonov v Belgijski Galiji ustvarili novo pleme Aduatukov, Ambronov pa ne omenja.

## Domovina in etnična pripadnost
Natančna lokacija domovine Ambronov ni znana. Izgleda, da so jih iz severne Evrope pregnale poplave morske vode, še preden so grški in rimski geografi začeli opisovati lokacije plemen iz severne Evrope. Njihovo ime se je povezovalo z otokoma Fehmarn, s starim imenom Imbria, in Amrum. Če je to res, bi lahko bili Imbri iz stare angleške pesnitve Widsith. Severno morje je v tistem obdobju poplavljalo pokrajino Waddenzee v sedanji zahodni Nemčiji in severni Holandiji, zato je bila domovina Ambronov verjetno zahodno od Jutlandije in ne vzhodno od nje.
Tudi njihovo etnična pripadnost je še vedno vprašljiva. Tevtoni so bili verjetno germanskega porekla, Ambroni in Kimbri pa morda ne, ali pa so bili zmes različnih ljudstev. Ambroni so privzeli keltski običaj, da so pred bitko glasno kričali ime svojega plemena. Običaj je očitno prišel z območja, ki je bilo nedavno germanizirano s severa, in v času, ko so bila germanska plemena pod vplivom keltske kulture.